# Réseau de bus Essonne Sud Est
Le réseau de bus Essonne Sud Est est un réseau de transports en commun par autobus et autocars circulant en Île-de-France, organisé par l'autorité organisatrice Île-de-France Mobilités et la communauté de communes du Val d'Essonne. Il est exploité par le groupe Keolis à travers la société Keolis Val d'Essonne 2 Vallées à partir du 1er août 2022.
Il est composé de 30 lignes qui desservent principalement la communauté de communes du Val d'Essonne et la communauté de communes des 2 Vallées dans l'Essonne.

## Histoire

### Ouverture à la concurrence
En raison de l'ouverture à la concurrence des transports en commun en Île-de-France, tout ou partie des réseaux opérés par Les Cars Bleus, Keolis Seine Essonne et CEA Transports fusionnent pour devenir le réseau de bus Essonne Sud Est le 1er août 2022, correspondant ay marché public numéro 24 Est établie par Île-de-France Mobilités. Un appel d'offres a donc été lancé par l'autorité organisatrice afin de désigner une entreprise qui succédera à l'exploitation des sociétés Les Cars Bleus, Keolis Seine Essonne et CEA Transports pour une durée de quatre ans. C'est finalement Keolis, via sa filiale Keolis Val d'Essonne 2 Vallées, qui a été désigné lors du conseil d'administration du 17 février 2022.
À la date de son ouverture à la concurrence, le réseau se composait des lignes 24.10, 207, 208A, 208B, 209, 227, 228, 229, 230, 231, 232 et du service Soirée Mennecy de Keolis Seine Essonne, des lignes 201, 203, 205, 206A, 206B, 221, 222, 223, 224, 225 et 226 de CEA Transports, de la ligne 314 du réseau de bus Seine Essonne Bus, des lignes 284.001, 284.002, 284.003, 284.004, 284.005 et 284.006 des Cars Bleus.
À la même date, les lignes 201, 205, 206A, 206B, 208A et 208B seront exploitées en transport à la demande aux heures creuses en semaine et le samedi toute la journée et un service de bus Soirée au départ de la Gare de Bouray est créé à l'occasion, En plus la desserte du bus soirée Mennecy sera élargie.

### Restructuration Septembre 2022
Le 1er septembre 2022 afin de fluidifier la circulation des bus du réseau : la ligne 201 abandonne son itinéraire entre les arrêts Le Bouchet et Moulin de la Bruyère et fera désormais terminus à Le Parc. La ligne 205 ne desservira plus l'arrêt le Domaine en direction de la Gare de Bouray.
A cette même date des modifications d'itinéraires ont eu lieu sur certaines lignes scolaires du réseau :
- La ligne 223 voit une nouvelle desserte depuis la Gare de La Ferté-Alais en remplacement de l'ancienne desserte scolaire de la ligne 331 du Réseau de bus Essonne Sud Ouest entre la La Ferté-Alais et Arpajon - Portes d'Étampes.
- La ligne 314 se voit limité à Echaron, son ancienne desserte est reprise par la ligne 224 qui sera prolongée à Vert-le-Grand.
- La ligne 24-10 abandonne sa desserte au nord d'Ormoy et son arrêt à la gare de Villabé (déjà desservi par la ligne 314) afin de créer une meilleure liaison entre les villes d'Ormoy et Mennecy au Lycée de Corbeil-Essonnes, la desserte du nord d'Ormoy est toujours effectué par la ligne 230 qui profitera en plus d'un arrêt à la gare du Moulin Galant.

### Renumérotation des lignes
Depuis le 10 juillet 2023, le réseau Essonne Sud Est applique le nouveau principe de numérotation régionale unique planifié par Île-de-France Mobilités, afin de supprimer les doublons. La correspondance entre anciens et nouveaux numéros est la suivante ; à cette occasion, la ligne 284.005 a été scindée en quatre lignes :
| Ancien numéro | Nouveau numéro         |
| ------------- | ---------------------- |
| 24.10         | 4340                   |
| 201           | 4301                   |
| 203           | 4303                   |
| 205           | 4305                   |
| 206A          | 4306                   |
| 206B          | 4316                   |
| 207           | 4307                   |
| 208A          | 4308                   |
| 208B          | 4318                   |
| 209           | 4309                   |
| 221           | 4321                   |
| 222           | 4322                   |
| 223           | 4323                   |
| 224           | 4324                   |
| 225           | 4325                   |
| 226           | 4326                   |
| 227           | 4327                   |
| 228           | 4328                   |
| 229           | 4329                   |
| 230           | 4330                   |
| 231           | 4331                   |
| 232           | 4332                   |
| 314           | 4334                   |
| 284.001       | 4341                   |
| 284.002       | 4342                   |
| 284.003       | 4343                   |
| 284.004       | 4344                   |
| 284.005       | 4345 (Dannemois-Cerny) |
| 284.005       | 4347 (Moigny-Cerny)    |
| 284.005       | 4348 (Boutigny-Cerny)  |
| 284.005       | 4349 (Oncy-Cerny)      |
| 284.006       | 4346                   |

## Lignes du réseau

### Lignes 4300 à 4309
| Ligne | Caractéristiques | Caractéristiques | Caractéristiques | Caractéristiques | Caractéristiques | Caractéristiques | Caractéristiques | Caractéristiques | Caractéristiques |
| 4301  | Gare de Marolles-en-Hurepoix ⥋ Saint-Vrain - Le Parc (aux heures de pointe du lundi au vendredi uniquement) Brétigny - Gare Place ⥋ Itteville - Collège Doisneau (aux heures creuses du lundi au vendredi et le samedi en transport à la demande uniquement) | Gare de Marolles-en-Hurepoix ⥋ Saint-Vrain - Le Parc (aux heures de pointe du lundi au vendredi uniquement) Brétigny - Gare Place ⥋ Itteville - Collège Doisneau (aux heures creuses du lundi au vendredi et le samedi en transport à la demande uniquement) | Gare de Marolles-en-Hurepoix ⥋ Saint-Vrain - Le Parc (aux heures de pointe du lundi au vendredi uniquement) Brétigny - Gare Place ⥋ Itteville - Collège Doisneau (aux heures creuses du lundi au vendredi et le samedi en transport à la demande uniquement) | Gare de Marolles-en-Hurepoix ⥋ Saint-Vrain - Le Parc (aux heures de pointe du lundi au vendredi uniquement) Brétigny - Gare Place ⥋ Itteville - Collège Doisneau (aux heures creuses du lundi au vendredi et le samedi en transport à la demande uniquement) | Gare de Marolles-en-Hurepoix ⥋ Saint-Vrain - Le Parc (aux heures de pointe du lundi au vendredi uniquement) Brétigny - Gare Place ⥋ Itteville - Collège Doisneau (aux heures creuses du lundi au vendredi et le samedi en transport à la demande uniquement) | Gare de Marolles-en-Hurepoix ⥋ Saint-Vrain - Le Parc (aux heures de pointe du lundi au vendredi uniquement) Brétigny - Gare Place ⥋ Itteville - Collège Doisneau (aux heures creuses du lundi au vendredi et le samedi en transport à la demande uniquement) | Gare de Marolles-en-Hurepoix ⥋ Saint-Vrain - Le Parc (aux heures de pointe du lundi au vendredi uniquement) Brétigny - Gare Place ⥋ Itteville - Collège Doisneau (aux heures creuses du lundi au vendredi et le samedi en transport à la demande uniquement) | Gare de Marolles-en-Hurepoix ⥋ Saint-Vrain - Le Parc (aux heures de pointe du lundi au vendredi uniquement) Brétigny - Gare Place ⥋ Itteville - Collège Doisneau (aux heures creuses du lundi au vendredi et le samedi en transport à la demande uniquement) | Gare de Marolles-en-Hurepoix ⥋ Saint-Vrain - Le Parc (aux heures de pointe du lundi au vendredi uniquement) Brétigny - Gare Place ⥋ Itteville - Collège Doisneau (aux heures creuses du lundi au vendredi et le samedi en transport à la demande uniquement) |
| ----- | --- | --- | --- | --- | --- | --- | --- | --- | --- |
| 4301  | Ouverture / Fermeture — / — | Longueur — | Durée 25-45 min | Nb. d’arrêts 18 (30) | Matériel Midibus | Jours de fonctionnement L, Ma, Me, J, V | Jour / Soir / Nuit / Fêtes O / N / N / N | Voy. / an — | Dépôt Boissy-le-Cutté |
| 4301  | Desserte : - Villes et lieux desservis : Marolles-en-Hurepoix, Leudeville (Mairie et Église Saint-Martin-de-Leudeville), Vert-le-Petit (Gymnase Robert-Bambuck, Mairie, Étang Fleuri et Bois des Plantes), Ballancourt-sur-Essonne et Itteville - Gares desservies : Marolles-en-Hurepoix Brétigny et Ballancourt | | | | | | | | |
| 4301  | Autre : - Zone traversée : 5 - Arrêts non accessibles aux UFR : — - Amplitudes horaires : La ligne fonctionne du lundi au vendredi de 5 h 55 à 9 h 30 puis de 16 h 20 à 20 h 30. - Transport à la demande : La ligne est exploitée en transport à la demande avec un itinéraire fusionné avec la ligne 202 en semaine de 10 h à 16 h et le samedi toute la journée. - Date de dernière mise à jour : 31 juillet 2024. | | | | | | | | |
| 4301  | Dernière actualisation : — | | | | | | | | |
| 4303  | (Circulaire) Ballancourt Gare RER ⥋ via Ballancourt — Mairie | (Circulaire) Ballancourt Gare RER ⥋ via Ballancourt — Mairie | (Circulaire) Ballancourt Gare RER ⥋ via Ballancourt — Mairie | (Circulaire) Ballancourt Gare RER ⥋ via Ballancourt — Mairie | (Circulaire) Ballancourt Gare RER ⥋ via Ballancourt — Mairie | (Circulaire) Ballancourt Gare RER ⥋ via Ballancourt — Mairie | (Circulaire) Ballancourt Gare RER ⥋ via Ballancourt — Mairie | (Circulaire) Ballancourt Gare RER ⥋ via Ballancourt — Mairie | (Circulaire) Ballancourt Gare RER ⥋ via Ballancourt — Mairie |
| 4303  | Ouverture / Fermeture — / — | Longueur 4,40 km | Durée 15 min | Nb. d’arrêts 8 | Matériel Midibus | Jours de fonctionnement L, Ma, Me, J, V | Jour / Soir / Nuit / Fêtes O / N / N / N | Voy. / an — | Dépôt Boissy-le-Cutté |
| 4303  | Desserte : - Ville et lieux desservis : Ballancourt-sur-Essonne (Jardin de l'Europe, Collège Le Saussay, Mairie, Église Saint-Martin et Cimetière) - Gare desservie : Ballancourt | | | | | | | | |
| 4303  | Autre : - Zone traversée : 5 - Arrêts non accessibles aux UFR : — - Amplitudes horaires : La ligne fonctionne du lundi au vendredi de 5 h 55 à 9 h 15 puis de 16 h 25 à 20 h 15. - Particularités : Le matin, la ligne effectue le circuit intérieur et le soir le circuit extérieur. - Date de dernière mise à jour : 3 juillet 2024. | | | | | | | | |
| 4303  | Dernière actualisation : — | | | | | | | | |
| 4305  | Gare de Bouray ⥋ Guigneville-sur-Essonne — Gendarmerie / Vayres-sur-Essonne — Mairie (à certaines heures du lundi au vendredi en transport à la demande uniquement) | Gare de Bouray ⥋ Guigneville-sur-Essonne — Gendarmerie / Vayres-sur-Essonne — Mairie (à certaines heures du lundi au vendredi en transport à la demande uniquement)                                                                                          | Gare de Bouray ⥋ Guigneville-sur-Essonne — Gendarmerie / Vayres-sur-Essonne — Mairie (à certaines heures du lundi au vendredi en transport à la demande uniquement)                                                                                          | Gare de Bouray ⥋ Guigneville-sur-Essonne — Gendarmerie / Vayres-sur-Essonne — Mairie (à certaines heures du lundi au vendredi en transport à la demande uniquement)                                                                                          | Gare de Bouray ⥋ Guigneville-sur-Essonne — Gendarmerie / Vayres-sur-Essonne — Mairie (à certaines heures du lundi au vendredi en transport à la demande uniquement)                                                                                          | Gare de Bouray ⥋ Guigneville-sur-Essonne — Gendarmerie / Vayres-sur-Essonne — Mairie (à certaines heures du lundi au vendredi en transport à la demande uniquement)                                                                                          | Gare de Bouray ⥋ Guigneville-sur-Essonne — Gendarmerie / Vayres-sur-Essonne — Mairie (à certaines heures du lundi au vendredi en transport à la demande uniquement)                                                                                          | Gare de Bouray ⥋ Guigneville-sur-Essonne — Gendarmerie / Vayres-sur-Essonne — Mairie (à certaines heures du lundi au vendredi en transport à la demande uniquement)                                                                                          | Gare de Bouray ⥋ Guigneville-sur-Essonne — Gendarmerie / Vayres-sur-Essonne — Mairie (à certaines heures du lundi au vendredi en transport à la demande uniquement)                                                                                          |
| 4305  | Ouverture / Fermeture 1990 / — | Longueur — | Durée 30-45 min | Nb. d’arrêts 18 (+14) | Matériel Midibus, car (setra S415 (rarement)) | Jours de fonctionnement L, Ma, Me, J, V | Jour / Soir / Nuit / Fêtes O / N / N / N | Voy. / an — | Dépôt Boissy-le-Cutté |
| 4305  | Desserte : - Villes et lieux desservis : Lardy, Saint-Vrain, Itteville, Cerny, La Ferté-Alais, Guigneville-sur-Essonne, Boutigny-sur-Essonne et Vayres-sur-Essonne - Gares desservies : Bouray, La Ferté-Alais et Boutigny | | | | | | | | |
| 4305  | Autre : - Zone traversée : 5 - Arrêts non accessibles aux UFR : — - Amplitudes horaires : La ligne fonctionne du lundi au vendredi de 5 h 15 à 9 h 50 puis de 15 h 55 à 21 h 10. - Particularités : La section entre La Ferté-Alais — Gendarmerie et Vayres-sur-Essonne — Mairie est exploité en transport à la demande avec deux allers le matin en direction de la gare de Bouray et deux retours le soir en sens inverse. - Transport à la demande : La ligne est exploitée en transport à la demande en semaine de 10 h à 16 h et le samedi toute la journée où s'y ajoutent les arrêts "Passage à niveau", "Boigny Centre", "Boigny Salle Polyvalente" et "Mairie (Baulne)". - Date de dernière mise à jour : 31 juillet 2024. | | | | | | | | |
| 4305  | Dernière actualisation : — | | | | | | | | |
| 4306  | Gare de Bouray ⥋ D'Huison-Longueville — Église / Orveau via La Ferté-Alais - Ecole Vieilles Vignes (aux heures creuses du lundi au vendredi et le samedi en transport à la demande uniquement) | Gare de Bouray ⥋ D'Huison-Longueville — Église / Orveau via La Ferté-Alais - Ecole Vieilles Vignes (aux heures creuses du lundi au vendredi et le samedi en transport à la demande uniquement)                                                               | Gare de Bouray ⥋ D'Huison-Longueville — Église / Orveau via La Ferté-Alais - Ecole Vieilles Vignes (aux heures creuses du lundi au vendredi et le samedi en transport à la demande uniquement)                                                               | Gare de Bouray ⥋ D'Huison-Longueville — Église / Orveau via La Ferté-Alais - Ecole Vieilles Vignes (aux heures creuses du lundi au vendredi et le samedi en transport à la demande uniquement)                                                               | Gare de Bouray ⥋ D'Huison-Longueville — Église / Orveau via La Ferté-Alais - Ecole Vieilles Vignes (aux heures creuses du lundi au vendredi et le samedi en transport à la demande uniquement)                                                               | Gare de Bouray ⥋ D'Huison-Longueville — Église / Orveau via La Ferté-Alais - Ecole Vieilles Vignes (aux heures creuses du lundi au vendredi et le samedi en transport à la demande uniquement)                                                               | Gare de Bouray ⥋ D'Huison-Longueville — Église / Orveau via La Ferté-Alais - Ecole Vieilles Vignes (aux heures creuses du lundi au vendredi et le samedi en transport à la demande uniquement)                                                               | Gare de Bouray ⥋ D'Huison-Longueville — Église / Orveau via La Ferté-Alais - Ecole Vieilles Vignes (aux heures creuses du lundi au vendredi et le samedi en transport à la demande uniquement)                                                               | Gare de Bouray ⥋ D'Huison-Longueville — Église / Orveau via La Ferté-Alais - Ecole Vieilles Vignes (aux heures creuses du lundi au vendredi et le samedi en transport à la demande uniquement)                                                               |
| 4306  | Ouverture / Fermeture 1991 / — | Longueur — | Durée 30-40 min | Nb. d’arrêts 28 (+5) | Matériel Midibus, car (Iveco crossway (rarement) | Jours de fonctionnement L, Ma, Me, J, V | Jour / Soir / Nuit / Fêtes O / N / N / N | Voy. / an — | Dépôt Boissy-le-Cutté |
| 4306  | Desserte : - Villes et lieux desservies : Lardy, Bouray-sur-Juine, Itteville, Cerny, La Ferté-Alais, D'Huison-Longueville. - Gares desservies : Bouray, La Ferté-Alais. | | | | | | | | |
| 4306  | Autre : - Zone traversée : 5. - Arrêts non accessibles aux UFR : — - Amplitudes horaires : La ligne fonctionne du lundi au vendredi de 5 h 35 à 9 h 20 puis de 16 h 20 à 20 h 50. - Transport à la demande : La ligne est exploitée en transport à la demande en semaine de 10 h à 16 h et le samedi toute la journée où sa desserte est prolongé à Orveau. - Date de dernière mise à jour : 31 juillet 2024. | | | | | | | | |
| 4306  | Dernière actualisation : — | | | | | | | | |
| 4307  | Gare d'Évry - Courcouronnes ⥋ Fontenay-le-Vicomte - Grande Rue | Gare d'Évry - Courcouronnes ⥋ Fontenay-le-Vicomte - Grande Rue | Gare d'Évry - Courcouronnes ⥋ Fontenay-le-Vicomte - Grande Rue | Gare d'Évry - Courcouronnes ⥋ Fontenay-le-Vicomte - Grande Rue | Gare d'Évry - Courcouronnes ⥋ Fontenay-le-Vicomte - Grande Rue | Gare d'Évry - Courcouronnes ⥋ Fontenay-le-Vicomte - Grande Rue | Gare d'Évry - Courcouronnes ⥋ Fontenay-le-Vicomte - Grande Rue | Gare d'Évry - Courcouronnes ⥋ Fontenay-le-Vicomte - Grande Rue | Gare d'Évry - Courcouronnes ⥋ Fontenay-le-Vicomte - Grande Rue |
| 4307  | Ouverture / Fermeture — / — | Longueur — | Durée 40-50 min | Nb. d’arrêts 25 | Matériel — | Jours de fonctionnement L, Ma, Me, J, V, S | Jour / Soir / Nuit / Fêtes O / N / N / N | Voy. / an — | Dépôt Ormoy |
| 4307  | Desserte : - Villes et lieux desservis : Évry-Courcouronnes, Lisses, Mennecy et Fontenay-le-Vicomte - Gares desservies : Évry - Courcouronnes et Mennecy | | | | | | | | |
| 4307  | Autre : - Zone traversée : 5 - Arrêts non accessibles aux UFR : — - Amplitudes horaires : La ligne fonctionne du lundi au vendredi de 5 h 55 à 20 h 35 et le samedi de 6 h 25 à 21 h 5. - Particularités : Aux heures de pointe, un bus sur deux ne dessert pas la ville de Fontenay-le-Vicomte et a pour terminus Mennecy – Piscine. Les jours ouvrables, trois courses du Bus Soirée Mennecy desservent les arrêts de cette ligne situés à Fontenay-le-Vicomte et Mennecy (excepté Supermarché), quand cette dernière ne fonctionne pas. - Date de dernière mise à jour : 3 juillet 2024. | | | | | | | | |
| 4307  | Dernière actualisation : — | | | | | | | | |
| 4308  | Écharcon — Château ⥋ Auvernaux — Bouletterie | Écharcon — Château ⥋ Auvernaux — Bouletterie | Écharcon — Château ⥋ Auvernaux — Bouletterie | Écharcon — Château ⥋ Auvernaux — Bouletterie | Écharcon — Château ⥋ Auvernaux — Bouletterie | Écharcon — Château ⥋ Auvernaux — Bouletterie | Écharcon — Château ⥋ Auvernaux — Bouletterie | Écharcon — Château ⥋ Auvernaux — Bouletterie | Écharcon — Château ⥋ Auvernaux — Bouletterie |
| 4308  | Ouverture / Fermeture — / — | Longueur — | Durée 40-45 min | Nb. d’arrêts 23 | Matériel — | Jours de fonctionnement L, Ma, Me, J, V | Jour / Soir / Nuit / Fêtes O / N / N / N | Voy. / an — | Dépôt Ormoy |
| 4308  | Desserte : - Villes et lieux desservis : Écharcon, Ormoy, Mennecy, Chevannes, Champcueil, Nainville-les-Roches et Auvernaux - Gare desservie : Mennecy | | | | | | | | |
| 4308  | Autre : - Zone traversée : 5 - Arrêts non accessibles aux UFR : — - Amplitudes horaires : La ligne fonctionne du lundi au vendredi de 6 h 20 à 19 h 25. - Transport à la demande : La ligne est exploitée en transport à la demande en semaine de 10 h à 16 h. - Date de dernière mise à jour : 3 juillet 2024. | | | | | | | | |
| 4308  | Dernière actualisation : — | | | | | | | | |
| 4309  | Gare de Mennecy ⥋ Le Coudray-Montceaux — Terminal David Douillet | Gare de Mennecy ⥋ Le Coudray-Montceaux — Terminal David Douillet | Gare de Mennecy ⥋ Le Coudray-Montceaux — Terminal David Douillet | Gare de Mennecy ⥋ Le Coudray-Montceaux — Terminal David Douillet | Gare de Mennecy ⥋ Le Coudray-Montceaux — Terminal David Douillet | Gare de Mennecy ⥋ Le Coudray-Montceaux — Terminal David Douillet | Gare de Mennecy ⥋ Le Coudray-Montceaux — Terminal David Douillet | Gare de Mennecy ⥋ Le Coudray-Montceaux — Terminal David Douillet | Gare de Mennecy ⥋ Le Coudray-Montceaux — Terminal David Douillet |
| 4309  | Ouverture / Fermeture 10 décembre 2018 / — | Longueur — | Durée 30 min | Nb. d’arrêts 19 | Matériel — | Jours de fonctionnement L, Ma, Me, J, V, S | Jour / Soir / Nuit / Fêtes O / N / N / N | Voy. / an — | Dépôt Ormoy |
| 4309  | Desserte : - Villes et lieux desservis : Mennecy, Ormoy, Corbeil-Essonnes et Le Coudray-Montceaux - Gare desservie : Mennecy | | | | | | | | |
| 4309  | Autre : - Zone traversée : 5 - Arrêts non accessibles aux UFR : — - Amplitudes horaires : La ligne fonctionne du lundi au vendredi de 5 h 50 à 20 h 40 et le samedi de 6 h 20 à 21 h 10. - Particularités : La desserte de soirée des quartiers de Mennecy et d'Ormoy est assurée du lundi au samedi par Bus Soirée Mennecy, un service à la demande avec trois courses au départ de la gare de Mennecy en correspondance avec les trains en provenance de Juvisy. - Date de dernière mise à jour : {{date\|3\|juillet\|2024}. | | | | | | | | |
| 4309  | Dernière actualisation : — | | | | | | | | |

### Lignes 4310 à 4319
| Ligne | Caractéristiques | Caractéristiques                                        | Caractéristiques                                        | Caractéristiques                                        | Caractéristiques                                        | Caractéristiques                                        | Caractéristiques                                        | Caractéristiques                                        | Caractéristiques                                        |
| 4316  | Gare de Bouray ⥋ La Ferté-Alais - Ecole Vieilles Vignes | Gare de Bouray ⥋ La Ferté-Alais - Ecole Vieilles Vignes | Gare de Bouray ⥋ La Ferté-Alais - Ecole Vieilles Vignes | Gare de Bouray ⥋ La Ferté-Alais - Ecole Vieilles Vignes | Gare de Bouray ⥋ La Ferté-Alais - Ecole Vieilles Vignes | Gare de Bouray ⥋ La Ferté-Alais - Ecole Vieilles Vignes | Gare de Bouray ⥋ La Ferté-Alais - Ecole Vieilles Vignes | Gare de Bouray ⥋ La Ferté-Alais - Ecole Vieilles Vignes | Gare de Bouray ⥋ La Ferté-Alais - Ecole Vieilles Vignes |
| ----- | --- | ------------------------------------------------------- | ------------------------------------------------------- | ------------------------------------------------------- | ------------------------------------------------------- | ------------------------------------------------------- | ------------------------------------------------------- | ------------------------------------------------------- | ------------------------------------------------------- |
| 4316  | Ouverture / Fermeture septembre 2014 / — | Longueur 11,50 km                                       | Durée 30 min                                            | Nb. d’arrêts 15                                         | Matériel Midibus                                        | Jours de fonctionnement L, Ma, Me, J, V                 | Jour / Soir / Nuit / Fêtes O / N / N / N                | Voy. / an —                                             | Dépôt Boissy-le-Cutté                                   |
| 4316  | Desserte : - Villes et lieux desservis : Lardy, Bouray-sur-Juine, Itteville, Cerny, La Ferté-Alais. - Gares desservies : Bouray, La Ferté-Alais. |                                                         |                                                         |                                                         |                                                         |                                                         |                                                         |                                                         |                                                         |
| 4316  | Autre : - Zone traversée : 5. - Arrêts non accessibles aux UFR : — - Amplitudes horaires : La ligne fonctionne du lundi au vendredi de 5 h 30 à 9 h 40 puis de 15 h 50 à 20 h 15. - Transport à la demande : La ligne est exploitée en transport à la demande à travers la ligne 4306 en semaine de 10 h à 16 h et le samedi toute la journée. - Date de dernière mise à jour : 3 juillet 2024.                                                                                                  |                                                         |                                                         |                                                         |                                                         |                                                         |                                                         |                                                         |                                                         |
| 4316  | Dernière actualisation : — |                                                         |                                                         |                                                         |                                                         |                                                         |                                                         |                                                         |                                                         |
| 4318  | Ormoy — Les Rochers ⥋ Champcueil — Mairie | Ormoy — Les Rochers ⥋ Champcueil — Mairie               | Ormoy — Les Rochers ⥋ Champcueil — Mairie               | Ormoy — Les Rochers ⥋ Champcueil — Mairie               | Ormoy — Les Rochers ⥋ Champcueil — Mairie               | Ormoy — Les Rochers ⥋ Champcueil — Mairie               | Ormoy — Les Rochers ⥋ Champcueil — Mairie               | Ormoy — Les Rochers ⥋ Champcueil — Mairie               | Ormoy — Les Rochers ⥋ Champcueil — Mairie               |
| 4318  | Ouverture / Fermeture septembre 2014 / — | Longueur —                                              | Durée 35 min                                            | Nb. d’arrêts 24                                         | Matériel —                                              | Jours de fonctionnement L, Ma, Me, J, V, S              | Jour / Soir / Nuit / Fêtes O / N / N / N                | Voy. / an —                                             | Dépôt Ormoy                                             |
| 4318  | Desserte : - Villes et lieux desservis : Ormoy, Mennecy, Chevannes, Champcueil, Nainville-les-Roches et Auvernaux - Gare desservie : Mennecy |                                                         |                                                         |                                                         |                                                         |                                                         |                                                         |                                                         |                                                         |
| 4318  | Autre : - Zone traversée : 5 - Arrêts non accessibles aux UFR : — - Amplitudes horaires : La ligne fonctionne du lundi au vendredi de 5 h 30 à 20 h 55 et le samedi de 6 h à 21 h 10. - Particularités : La ligne est prolongée jusqu'à Bouletterie le mercredi en période scolaire à raison d'un passage. - Transport à la demande : La ligne est exploitée en transport à la demande en semaine de 10 h à 16 h et le samedi toute la journée. - Date de dernière mise à jour : 3 juillet 2024. |                                                         |                                                         |                                                         |                                                         |                                                         |                                                         |                                                         |                                                         |
| 4318  | Dernière actualisation : — |                                                         |                                                         |                                                         |                                                         |                                                         |                                                         |                                                         |                                                         |

### Lignes 4320 à 4329
| Ligne | Caractéristiques | Caractéristiques | Caractéristiques | Caractéristiques | Caractéristiques | Caractéristiques | Caractéristiques | Caractéristiques | Caractéristiques |
| 4321  | Ballancourt-sur-Essonne - Baudelaire ⥋ Cerny - Lycée Alexandre Denis Montmirault | Ballancourt-sur-Essonne - Baudelaire ⥋ Cerny - Lycée Alexandre Denis Montmirault                                                 | Ballancourt-sur-Essonne - Baudelaire ⥋ Cerny - Lycée Alexandre Denis Montmirault                                                 | Ballancourt-sur-Essonne - Baudelaire ⥋ Cerny - Lycée Alexandre Denis Montmirault                                                 | Ballancourt-sur-Essonne - Baudelaire ⥋ Cerny - Lycée Alexandre Denis Montmirault                                                 | Ballancourt-sur-Essonne - Baudelaire ⥋ Cerny - Lycée Alexandre Denis Montmirault                                                 | Ballancourt-sur-Essonne - Baudelaire ⥋ Cerny - Lycée Alexandre Denis Montmirault                                                 | Ballancourt-sur-Essonne - Baudelaire ⥋ Cerny - Lycée Alexandre Denis Montmirault                                                 | Ballancourt-sur-Essonne - Baudelaire ⥋ Cerny - Lycée Alexandre Denis Montmirault                                                 |
| ----- | --- | --- | --- | --- | --- | --- | --- | --- | --- |
| 4321  | Ouverture / Fermeture 1991 / — | Longueur — | Durée 20-25 min | Nb. d’arrêts 17 | Matériel — | Jours de fonctionnement L, Ma, Me, J, V                                                                                          | Jour / Soir / Nuit / Fêtes O / N / N / N                                                                                         | Voy. / an — | Dépôt Boissy-le-Cutté |
| 4321  | Desserte : - Ville et lieux desservis : Ballancourt-sur-Essonne, Itteville et Cerny. - Gares desservies : Ballancourt | | | | | | | | |
| 4321  | Autre : - Zone traversée : 5. - Arrêts non accessibles aux UFR : — - Amplitudes horaires : La ligne fonctionne du lundi au vendredi en période scolaire de 8 h 15 à 9 h 25 puis de 15 h 10 à 16 h 25 (le lundi, mardi, mercredi et vendredi uniquement). - Date de dernière mise à jour : 3 juillet 2024.                                                    | | | | | | | | |
| 4321  | Dernière actualisation : — | | | | | | | | |
| 4322  | Itteville - Saint Germain / Croix Boissée ⥋ Itteville - Collège R. Doisneau | Itteville - Saint Germain / Croix Boissée ⥋ Itteville - Collège R. Doisneau                                                      | Itteville - Saint Germain / Croix Boissée ⥋ Itteville - Collège R. Doisneau                                                      | Itteville - Saint Germain / Croix Boissée ⥋ Itteville - Collège R. Doisneau                                                      | Itteville - Saint Germain / Croix Boissée ⥋ Itteville - Collège R. Doisneau                                                      | Itteville - Saint Germain / Croix Boissée ⥋ Itteville - Collège R. Doisneau                                                      | Itteville - Saint Germain / Croix Boissée ⥋ Itteville - Collège R. Doisneau                                                      | Itteville - Saint Germain / Croix Boissée ⥋ Itteville - Collège R. Doisneau                                                      | Itteville - Saint Germain / Croix Boissée ⥋ Itteville - Collège R. Doisneau                                                      |
| 4322  | Ouverture / Fermeture 1990 / — | Longueur 18,75 km | Durée 15-25 min | Nb. d’arrêts 15 | Matériel — | Jours de fonctionnement L, Ma, Me, J, V                                                                                          | Jour / Soir / Nuit / Fêtes O / N / N / N                                                                                         | Voy. / an — | Dépôt Boissy-le-Cutté |
| 4322  | Desserte : - Villes et lieux desservis :Itteville. | | | | | | | | |
| 4322  | Autre : - Zone traversée : 5. - Arrêts non accessibles aux UFR : — - Amplitudes horaires : La ligne fonctionne du lundi au vendredi en période scolaire de 8 h 5 à 9 h 20 puis de 15 h 10 à 17 h 40 / 11 h 45 à 13 h 10 (le mercredi uniquement). - Date de dernière mise à jour : 3 juillet 2024.                                                           | | | | | | | | |
| 4322  | Dernière actualisation : — | | | | | | | | |
| 4323  | Itteville - Le Domaine / Gare de La Ferté-Alais ⥋ Arpajon - La Montagne (Lycée Belmondo) | Itteville - Le Domaine / Gare de La Ferté-Alais ⥋ Arpajon - La Montagne (Lycée Belmondo)                                         | Itteville - Le Domaine / Gare de La Ferté-Alais ⥋ Arpajon - La Montagne (Lycée Belmondo)                                         | Itteville - Le Domaine / Gare de La Ferté-Alais ⥋ Arpajon - La Montagne (Lycée Belmondo)                                         | Itteville - Le Domaine / Gare de La Ferté-Alais ⥋ Arpajon - La Montagne (Lycée Belmondo)                                         | Itteville - Le Domaine / Gare de La Ferté-Alais ⥋ Arpajon - La Montagne (Lycée Belmondo)                                         | Itteville - Le Domaine / Gare de La Ferté-Alais ⥋ Arpajon - La Montagne (Lycée Belmondo)                                         | Itteville - Le Domaine / Gare de La Ferté-Alais ⥋ Arpajon - La Montagne (Lycée Belmondo)                                         | Itteville - Le Domaine / Gare de La Ferté-Alais ⥋ Arpajon - La Montagne (Lycée Belmondo)                                         |
| 4323  | Ouverture / Fermeture 2004 / — | Longueur 27,20 km | Durée 40-60 min | Nb. d’arrêts 30 | Matériel — | Jours de fonctionnement L, Ma, Me, J, V                                                                                          | Jour / Soir / Nuit / Fêtes O / N / N / N                                                                                         | Voy. / an — | Dépôt Boissy-le-Cutté |
| 4323  | Desserte : - Villes et lieux desservis : Itteville, Bouray-sur-Juine, Lardy, Cheptainville, Arpajon La Ferté-Alais. - Gare desservie : Bouray et Gare de La Ferté-Alais. | | | | | | | | |
| 4323  | Autre : - Zone traversée : 5. - Arrêts non accessibles aux UFR : — - Amplitudes horaires : La ligne fonctionne du lundi au vendredi en période scolaire de 7 h 20 à 9 h 20 puis de 15 h 45 à 18 h 55 / 13 h 30 à 18 h 55 (le mercredi uniquement). - Date de dernière mise à jour : 3 juillet 2024.                                                          | | | | | | | | |
| 4323  | Dernière actualisation : — | | | | | | | | |
| 4324  | Vert-le-Grand - Croix Boissée ⥋ Corbeil-Essonnes - Lycée Doisneau | Vert-le-Grand - Croix Boissée ⥋ Corbeil-Essonnes - Lycée Doisneau                                                                | Vert-le-Grand - Croix Boissée ⥋ Corbeil-Essonnes - Lycée Doisneau                                                                | Vert-le-Grand - Croix Boissée ⥋ Corbeil-Essonnes - Lycée Doisneau                                                                | Vert-le-Grand - Croix Boissée ⥋ Corbeil-Essonnes - Lycée Doisneau                                                                | Vert-le-Grand - Croix Boissée ⥋ Corbeil-Essonnes - Lycée Doisneau                                                                | Vert-le-Grand - Croix Boissée ⥋ Corbeil-Essonnes - Lycée Doisneau                                                                | Vert-le-Grand - Croix Boissée ⥋ Corbeil-Essonnes - Lycée Doisneau                                                                | Vert-le-Grand - Croix Boissée ⥋ Corbeil-Essonnes - Lycée Doisneau                                                                |
| 4324  | Ouverture / Fermeture 2004 / — | Longueur — | Durée 55 min | Nb. d’arrêts 13 | Matériel — | Jours de fonctionnement L, Ma, Me, J, V, S                                                                                       | Jour / Soir / Nuit / Fêtes O / N / N / N                                                                                         | Voy. / an — | Dépôt Boissy-le-Cutté |
| 4324  | Desserte : - Villes et lieux desservis : Vert-le-Grand, Vert-le-Petit, Ballancourt-sur-Essonne, Fontenay-le-Vicomte, Mennecy, Corbeil-Essonnes. - Gare desservie : Ballancourt. | | | | | | | | |
| 4324  | Autre : - Zone traversée : 5. - Arrêts non accessibles aux UFR : — - Amplitudes horaires : La ligne fonctionne du lundi au samedi en période scolaire de 7 h 50 à 8 h 25 puis de 16 h à 18 h 30 / 12 h 45 à 13 h 10 (le mercredi et samedi uniquement). - Date de dernière mise à jour : 3 juillet 2024.                                                     | | | | | | | | |
| 4324  | Dernière actualisation : — | | | | | | | | |
| 4325  | Fontenay-le-Vicomte - Stade ⥋ Ballancourt-sur-Essonne - Collège Le Saussay | Fontenay-le-Vicomte - Stade ⥋ Ballancourt-sur-Essonne - Collège Le Saussay                                                       | Fontenay-le-Vicomte - Stade ⥋ Ballancourt-sur-Essonne - Collège Le Saussay                                                       | Fontenay-le-Vicomte - Stade ⥋ Ballancourt-sur-Essonne - Collège Le Saussay                                                       | Fontenay-le-Vicomte - Stade ⥋ Ballancourt-sur-Essonne - Collège Le Saussay                                                       | Fontenay-le-Vicomte - Stade ⥋ Ballancourt-sur-Essonne - Collège Le Saussay                                                       | Fontenay-le-Vicomte - Stade ⥋ Ballancourt-sur-Essonne - Collège Le Saussay                                                       | Fontenay-le-Vicomte - Stade ⥋ Ballancourt-sur-Essonne - Collège Le Saussay                                                       | Fontenay-le-Vicomte - Stade ⥋ Ballancourt-sur-Essonne - Collège Le Saussay                                                       |
| 4325  | Ouverture / Fermeture 2004 / — | Longueur 4,15 km | Durée 15 min | Nb. d’arrêts 6 | Matériel — | Jours de fonctionnement L, Ma, Me, J, V                                                                                          | Jour / Soir / Nuit / Fêtes O / N / N / N                                                                                         | Voy. / an — | Dépôt Boissy-le-Cutté |
| 4325  | Desserte : - Villes et lieux desservis : Fontenay-le-Vicomte, Ballancourt-sur-Essonne. - Gare desservie : Ballancourt. | | | | | | | | |
| 4325  | Autre : - Zone traversée : 5. - Arrêts non accessibles aux UFR : — - Amplitudes horaires : La ligne fonctionne du lundi au vendredi en période scolaire de 7 h 35 à 8 h 50 puis de 15 h 50 à 17 h 5 / 12 h 10 à 12 h 25 (le mercredi et samedi uniquement). - Date de dernière mise à jour : 31 juillet 2024.                                                | | | | | | | | |
| 4325  | Dernière actualisation : — | | | | | | | | |
| 4326  | Ballancourt ⥋ Mennecy - Lycée M. Laurencin | Ballancourt ⥋ Mennecy - Lycée M. Laurencin                                                                                       | Ballancourt ⥋ Mennecy - Lycée M. Laurencin                                                                                       | Ballancourt ⥋ Mennecy - Lycée M. Laurencin                                                                                       | Ballancourt ⥋ Mennecy - Lycée M. Laurencin                                                                                       | Ballancourt ⥋ Mennecy - Lycée M. Laurencin                                                                                       | Ballancourt ⥋ Mennecy - Lycée M. Laurencin                                                                                       | Ballancourt ⥋ Mennecy - Lycée M. Laurencin                                                                                       | Ballancourt ⥋ Mennecy - Lycée M. Laurencin                                                                                       |
| 4326  | Ouverture / Fermeture 2004 / — | Longueur 8,60 km | Durée 25 min | Nb. d’arrêts 10 | Matériel — | Jours de fonctionnement L, Ma, Me, J, V, S                                                                                       | Jour / Soir / Nuit / Fêtes O / N / N / N                                                                                         | Voy. / an — | Dépôt Boissy-le-Cutté |
| 4326  | Desserte : - Villes et lieux desservis : Ballancourt-sur-Essonne, Fontenay-le-Vicomte, Mennecy. - Gare desservie : Ballancourt. | | | | | | | | |
| 4326  | Autre : - Zone traversée : 5. - Arrêts non accessibles aux UFR : — - Amplitudes horaires : La ligne fonctionne du lundi au samedi en période scolaire de 8 h à 9 h 25 puis de 16 h 10 à 18 h 25 / 12 h 40 à 13 h 5 (le mercredi et samedi uniquement). - Date de dernière mise à jour : 31 juillet 2024.                                                     | | | | | | | | |
| 4326  | Dernière actualisation : — | | | | | | | | |
| 4327  | Ormoy — Les Rochers ⥋ Mennecy — Lycée Marie-Laurencin | Ormoy — Les Rochers ⥋ Mennecy — Lycée Marie-Laurencin                                                                            | Ormoy — Les Rochers ⥋ Mennecy — Lycée Marie-Laurencin                                                                            | Ormoy — Les Rochers ⥋ Mennecy — Lycée Marie-Laurencin                                                                            | Ormoy — Les Rochers ⥋ Mennecy — Lycée Marie-Laurencin                                                                            | Ormoy — Les Rochers ⥋ Mennecy — Lycée Marie-Laurencin                                                                            | Ormoy — Les Rochers ⥋ Mennecy — Lycée Marie-Laurencin                                                                            | Ormoy — Les Rochers ⥋ Mennecy — Lycée Marie-Laurencin                                                                            | Ormoy — Les Rochers ⥋ Mennecy — Lycée Marie-Laurencin                                                                            |
| 4327  | Ouverture / Fermeture 3 septembre 2014 / — | Longueur — | Durée 20-30 min | Nb. d’arrêts 19 | Matériel — | Jours de fonctionnement L, Ma, Me, J, V, S                                                                                       | Jour / Soir / Nuit / Fêtes O / N / N / N                                                                                         | Voy. / an — | Dépôt Ormoy |
| 4327  | Desserte : - Villes et lieux desservis : Ormoy et Mennecy - Gare desservie : Mennecy | | | | | | | | |
| 4327  | Autre : - Zone traversée : 5 - Arrêts non accessibles aux UFR : — - Amplitudes horaires : La ligne fonctionne en période scolaire du lundi au vendredi de 7 h 45 à 9 h 15 puis de 16 h 5 à 18 h 30 / de 12 h 40 à 13 h 5 (le mercredi uniquement) et le samedi de 7 h 55 à 9 h 15 puis de 12 h 35 à 13 h. - Date de dernière mise à jour : 3 juillet 2024.   | | | | | | | | |
| 4327  | Dernière actualisation : — | | | | | | | | |
| 4328  | Mennecy — Collège Villeroy (du lundi au vendredi à certaines heures) / Mennecy — Lycée Marie-Laurencin ⥋ Auvernaux — Bouletterie | Mennecy — Collège Villeroy (du lundi au vendredi à certaines heures) / Mennecy — Lycée Marie-Laurencin ⥋ Auvernaux — Bouletterie | Mennecy — Collège Villeroy (du lundi au vendredi à certaines heures) / Mennecy — Lycée Marie-Laurencin ⥋ Auvernaux — Bouletterie | Mennecy — Collège Villeroy (du lundi au vendredi à certaines heures) / Mennecy — Lycée Marie-Laurencin ⥋ Auvernaux — Bouletterie | Mennecy — Collège Villeroy (du lundi au vendredi à certaines heures) / Mennecy — Lycée Marie-Laurencin ⥋ Auvernaux — Bouletterie | Mennecy — Collège Villeroy (du lundi au vendredi à certaines heures) / Mennecy — Lycée Marie-Laurencin ⥋ Auvernaux — Bouletterie | Mennecy — Collège Villeroy (du lundi au vendredi à certaines heures) / Mennecy — Lycée Marie-Laurencin ⥋ Auvernaux — Bouletterie | Mennecy — Collège Villeroy (du lundi au vendredi à certaines heures) / Mennecy — Lycée Marie-Laurencin ⥋ Auvernaux — Bouletterie | Mennecy — Collège Villeroy (du lundi au vendredi à certaines heures) / Mennecy — Lycée Marie-Laurencin ⥋ Auvernaux — Bouletterie |
| 4328  | Ouverture / Fermeture 3 septembre 2014 / — | Longueur — | Durée 30-40 min | Nb. d’arrêts 23 | Matériel — | Jours de fonctionnement L, Ma, Me, J, V, S                                                                                       | Jour / Soir / Nuit / Fêtes O / N / N / N                                                                                         | Voy. / an — | Dépôt Ormoy |
| 4328  | Desserte : - Villes et lieux desservis : Mennecy, Chevannes, Champcueil, Nainville-les-Roches et Auvernaux | | | | | | | | |
| 4328  | Autre : - Zone traversée : 5 - Arrêts non accessibles aux UFR : — - Amplitudes horaires : La ligne fonctionne en période scolaire du lundi au vendredi de 7 h 40 à 9 h 15 puis de 16 h à 18 h 35 / de 12 h 40 à 13 h 15 (le mercredi uniquement) et le samedi de 7 h 40 à 9 h 15 puis de 12 h 40 à 13 h 10. - Date de dernière mise à jour : 9 juillet 2023. | | | | | | | | |
| 4328  | Dernière actualisation : — | | | | | | | | |
| 4329  | Mennecy — Lycée Marie-Laurencin ⥋ Le Coudray-Montceaux — Terminal David-Douillet | Mennecy — Lycée Marie-Laurencin ⥋ Le Coudray-Montceaux — Terminal David-Douillet                                                 | Mennecy — Lycée Marie-Laurencin ⥋ Le Coudray-Montceaux — Terminal David-Douillet                                                 | Mennecy — Lycée Marie-Laurencin ⥋ Le Coudray-Montceaux — Terminal David-Douillet                                                 | Mennecy — Lycée Marie-Laurencin ⥋ Le Coudray-Montceaux — Terminal David-Douillet                                                 | Mennecy — Lycée Marie-Laurencin ⥋ Le Coudray-Montceaux — Terminal David-Douillet                                                 | Mennecy — Lycée Marie-Laurencin ⥋ Le Coudray-Montceaux — Terminal David-Douillet                                                 | Mennecy — Lycée Marie-Laurencin ⥋ Le Coudray-Montceaux — Terminal David-Douillet                                                 | Mennecy — Lycée Marie-Laurencin ⥋ Le Coudray-Montceaux — Terminal David-Douillet                                                 |
| 4329  | Ouverture / Fermeture 3 septembre 2014 / — | Longueur — | Durée 15-20 min | Nb. d’arrêts 16 | Matériel — | Jours de fonctionnement L, Ma, Me, J, V, S                                                                                       | Jour / Soir / Nuit / Fêtes O / N / N / N                                                                                         | Voy. / an — | Dépôt Ormoy |
| 4329  | Desserte : - Villes et lieux desservis : Mennecy, Ormoy, Corbeil-Essonnes et Le Coudray-Montceaux - Gare desservie : Mennecy | | | | | | | | |
| 4329  | Autre : - Zone traversée : 5 - Arrêts non accessibles aux UFR : — - Amplitudes horaires : La ligne fonctionne en période scolaire du lundi au samedi de 8 h à 9 h 15 puis de 16 h 5 à 18 h 20 / de 12 h 40 à 12 h 55 (le mercredi et le samedi uniquement). - Date de dernière mise à jour : 9 juillet 2023.                                                 | | | | | | | | |
| 4329  | Dernière actualisation : — | | | | | | | | |

### Lignes 4330 à 4339
| Ligne | Caractéristiques | Caractéristiques                                                                                                 | Caractéristiques                                                                                                 | Caractéristiques                                                                                                 | Caractéristiques                                                                                                 | Caractéristiques                                                                                                 | Caractéristiques                                                                                                 | Caractéristiques                                                                                                 | Caractéristiques                                                                                                 |
| 4330  | Auvernaux — Bouletterie ⥋ Corbeil-Essonnes — Lycée Robert-Doisneau | Auvernaux — Bouletterie ⥋ Corbeil-Essonnes — Lycée Robert-Doisneau                                               | Auvernaux — Bouletterie ⥋ Corbeil-Essonnes — Lycée Robert-Doisneau                                               | Auvernaux — Bouletterie ⥋ Corbeil-Essonnes — Lycée Robert-Doisneau                                               | Auvernaux — Bouletterie ⥋ Corbeil-Essonnes — Lycée Robert-Doisneau                                               | Auvernaux — Bouletterie ⥋ Corbeil-Essonnes — Lycée Robert-Doisneau                                               | Auvernaux — Bouletterie ⥋ Corbeil-Essonnes — Lycée Robert-Doisneau                                               | Auvernaux — Bouletterie ⥋ Corbeil-Essonnes — Lycée Robert-Doisneau                                               | Auvernaux — Bouletterie ⥋ Corbeil-Essonnes — Lycée Robert-Doisneau                                               |
| ----- | --- | --- | --- | --- | --- | --- | --- | --- | --- |
| 4330  | Ouverture / Fermeture 3 septembre 2014 / — | Longueur — | Durée 50-60 min                                                                                                  | Nb. d’arrêts 27                                                                                                  | Matériel — | Jours de fonctionnement L, Ma, Me, J, V, S                                                                       | Jour / Soir / Nuit / Fêtes O / N / N / N                                                                         | Voy. / an — | Dépôt Ormoy |
| 4330  | Desserte : - Villes et lieux desservis : Auvernaux, Nainville-les-Roches, Chevannes, Champcueil, Mennecy, Ormoy et Corbeil-Essonnes. - Gares desservies : Mennecy et Moulin-Galant. | | | | | | | | |
| 4330  | Autre : - Zone traversée : 5 - Arrêts non accessibles aux UFR : — - Amplitudes horaires : La ligne fonctionne en période scolaire du lundi au samedi de 6 h 55 à 9 h 15 puis de 16 h à 19 h 25 / de 12 h 40 à 14 h (le mercredi et le samedi uniquement). - Date de dernière mise à jour : 3 juillet 2024. | | | | | | | | |
| 4330  | Dernière actualisation : — | | | | | | | | |
| 4331  | Auvernaux — Bouletterie ⥋ Évry-Courcouronnes — Lycée Georges-Brassens | Auvernaux — Bouletterie ⥋ Évry-Courcouronnes — Lycée Georges-Brassens                                            | Auvernaux — Bouletterie ⥋ Évry-Courcouronnes — Lycée Georges-Brassens                                            | Auvernaux — Bouletterie ⥋ Évry-Courcouronnes — Lycée Georges-Brassens                                            | Auvernaux — Bouletterie ⥋ Évry-Courcouronnes — Lycée Georges-Brassens                                            | Auvernaux — Bouletterie ⥋ Évry-Courcouronnes — Lycée Georges-Brassens                                            | Auvernaux — Bouletterie ⥋ Évry-Courcouronnes — Lycée Georges-Brassens                                            | Auvernaux — Bouletterie ⥋ Évry-Courcouronnes — Lycée Georges-Brassens                                            | Auvernaux — Bouletterie ⥋ Évry-Courcouronnes — Lycée Georges-Brassens                                            |
| 4331  | Ouverture / Fermeture 3 septembre 2014 / — | Longueur — | Durée 85-90 min                                                                                                  | Nb. d’arrêts 29                                                                                                  | Matériel — | Jours de fonctionnement L, Ma, Me, J, V                                                                          | Jour / Soir / Nuit / Fêtes O / N / N / N                                                                         | Voy. / an — | Dépôt Ormoy |
| 4331  | Desserte : - Villes et lieux desservis : Auvernaux, Nainville-les-Roches, Chevannes, Champcueil, Mennecy et Évry-Courcouronnes - Gare desservie : Mennecy | | | | | | | | |
| 4331  | Autre : - Zone traversée : 5 - Arrêts non accessibles aux UFR : — - Amplitudes horaires : La ligne fonctionne du lundi au vendredi en période scolaire de 6 h 40 à 8 h 10 puis de 15 h 45 à 19 h 5 / de 12 h 25 à 13 h 50 (le mercredi uniquement). - Date de dernière mise à jour : 3 juillet 2024. | | | | | | | | |
| 4331  | Dernière actualisation : — | | | | | | | | |
| 4332  | Ormoy — Rue de la Ferté ⥋ Champcueil — Collège Olympe de Gouges | Ormoy — Rue de la Ferté ⥋ Champcueil — Collège Olympe de Gouges                                                  | Ormoy — Rue de la Ferté ⥋ Champcueil — Collège Olympe de Gouges                                                  | Ormoy — Rue de la Ferté ⥋ Champcueil — Collège Olympe de Gouges                                                  | Ormoy — Rue de la Ferté ⥋ Champcueil — Collège Olympe de Gouges                                                  | Ormoy — Rue de la Ferté ⥋ Champcueil — Collège Olympe de Gouges                                                  | Ormoy — Rue de la Ferté ⥋ Champcueil — Collège Olympe de Gouges                                                  | Ormoy — Rue de la Ferté ⥋ Champcueil — Collège Olympe de Gouges                                                  | Ormoy — Rue de la Ferté ⥋ Champcueil — Collège Olympe de Gouges                                                  |
| 4332  | Ouverture / Fermeture 1er septembre 2020 / — | Longueur — | Durée 25 min | Nb. d’arrêts 7                                                                                                   | Matériel — | Jours de fonctionnement L, Ma, Me, J, V                                                                          | Jour / Soir / Nuit / Fêtes O / N / N / N                                                                         | Voy. / an — | Dépôt Ormoy |
| 4332  | Desserte : - Villes et lieux desservis : Ormoy (mairie, zone commerciale du Saule Saint-Jacques) et Champcueil (collège Olympe de Gouges) - Gare desservie : | | | | | | | | |
| 4332  | Autre : - Zone traversée : 5 - Arrêts non accessibles aux UFR : — - Amplitudes horaires : La ligne fonctionne en période scolaire du lundi au vendredi par une desserte aller de 8 h 0 à 8 h 25, puis une desserte retour de 12 h 45 à 13 h 10 le mercredi, de 17 h 10 à 17 h 35 le reste de la semaine. - Date de dernière mise à jour : 3 juillet 2024. | | | | | | | | |
| 4332  | Dernière actualisation : — | | | | | | | | |
| 4334  | Écharcon — Château (à certaines heures) / Villabé — Centre Commercial ⥋ Corbeil-Essonnes — Lycée Robert Doisneau | Écharcon — Château (à certaines heures) / Villabé — Centre Commercial ⥋ Corbeil-Essonnes — Lycée Robert Doisneau | Écharcon — Château (à certaines heures) / Villabé — Centre Commercial ⥋ Corbeil-Essonnes — Lycée Robert Doisneau | Écharcon — Château (à certaines heures) / Villabé — Centre Commercial ⥋ Corbeil-Essonnes — Lycée Robert Doisneau | Écharcon — Château (à certaines heures) / Villabé — Centre Commercial ⥋ Corbeil-Essonnes — Lycée Robert Doisneau | Écharcon — Château (à certaines heures) / Villabé — Centre Commercial ⥋ Corbeil-Essonnes — Lycée Robert Doisneau | Écharcon — Château (à certaines heures) / Villabé — Centre Commercial ⥋ Corbeil-Essonnes — Lycée Robert Doisneau | Écharcon — Château (à certaines heures) / Villabé — Centre Commercial ⥋ Corbeil-Essonnes — Lycée Robert Doisneau | Écharcon — Château (à certaines heures) / Villabé — Centre Commercial ⥋ Corbeil-Essonnes — Lycée Robert Doisneau |
| 4334  | Ouverture / Fermeture 4 mai 2009 / — | Longueur — | Durée 25-35 min                                                                                                  | Nb. d’arrêts 16                                                                                                  | Matériel — | Jours de fonctionnement L, Ma, Me, J, V, S                                                                       | Jour / Soir / Nuit / Fêtes O / N / N / O                                                                         | Voy. / an — | Dépôt Ormoy |
| 4334  | Desserte : - Villes et lieux desservis :Écharcon, Villabé (Centre Commercial, Cimetière, Mairie, Hameau de la Petite Nacelle) et Corbeil-Essonnes (Hameau de la Petite Nacelle, Parc Robinson, Conservatoire, Lycée Robert Doisneau) - Gare desservie : Villabé et Essonnes - Robinson | | | | | | | | |
| 4334  | Autre : - Zone traversée : 5 - Arrêts non accessibles aux UFR : — - Amplitudes horaires : La ligne fonctionne en période scolaire du lundi au vendredi de 7 h 25 à 9 h 15 puis de 12 h 40 à 19 h / de 12 h 40 à 13 h 30 (le mercredi uniquement) et le samedi de 7 h 25 à 8 h 20 puis de 12 h 40 à 13 h 30. - Particularités : La ligne est un service scolaire, elle dessert le collège Rosa Parks à Villabé (non desservi par la ligne 304), le collège la Nacelle à Corbeil-Essonnes et particulièrement le Lycée Robert Doisneau à Corbeil-Essonnes. - Date de dernière mise à jour : 3 juillet 2024. | | | | | | | | |
| 4334  | Dernière actualisation : — | | | | | | | | |

### Lignes 4340 à 4349
| Ligne | Caractéristiques | Caractéristiques                                                                              | Caractéristiques                                                                              | Caractéristiques                                                                              | Caractéristiques                                                                              | Caractéristiques                                                                              | Caractéristiques                                                                              | Caractéristiques                                                                              | Caractéristiques                                                                              |
| 4340  | Mennecy — Centre commercial ⥋ Corbeil-Essonnes — Lycée Doisneau | Mennecy — Centre commercial ⥋ Corbeil-Essonnes — Lycée Doisneau                               | Mennecy — Centre commercial ⥋ Corbeil-Essonnes — Lycée Doisneau                               | Mennecy — Centre commercial ⥋ Corbeil-Essonnes — Lycée Doisneau                               | Mennecy — Centre commercial ⥋ Corbeil-Essonnes — Lycée Doisneau                               | Mennecy — Centre commercial ⥋ Corbeil-Essonnes — Lycée Doisneau                               | Mennecy — Centre commercial ⥋ Corbeil-Essonnes — Lycée Doisneau                               | Mennecy — Centre commercial ⥋ Corbeil-Essonnes — Lycée Doisneau                               | Mennecy — Centre commercial ⥋ Corbeil-Essonnes — Lycée Doisneau                               |
| ----- | --- | --------------------------------------------------------------------------------------------- | --------------------------------------------------------------------------------------------- | --------------------------------------------------------------------------------------------- | --------------------------------------------------------------------------------------------- | --------------------------------------------------------------------------------------------- | --------------------------------------------------------------------------------------------- | --------------------------------------------------------------------------------------------- | --------------------------------------------------------------------------------------------- |
| 4340  | Ouverture / Fermeture — / — | Longueur —                                                                                    | Durée 50-65 min                                                                               | Nb. d’arrêts 25                                                                               | Matériel —                                                                                    | Jours de fonctionnement L, Ma, Me, J, V, S                                                    | Jour / Soir / Nuit / Fêtes O / N / N / N                                                      | Voy. / an —                                                                                   | Dépôt Ormoy                                                                                   |
| 4340  | Desserte : - Villes et lieux desservis : Mennecy, Ormoy et Corbeil-Essonnes - Gare desservie : Mennecy |                                                                                               |                                                                                               |                                                                                               |                                                                                               |                                                                                               |                                                                                               |                                                                                               |                                                                                               |
| 4340  | Autre : - Zone traversée : 5 - Arrêts non accessibles aux UFR : — - Amplitudes horaires : La ligne fonctionne en période scolaire du lundi au vendredi de 7 h 40 à 8 h 20 puis de 16 h 5 à 18 h 45 / de 12 h 40 à 14 h 10 et le samedi de 12 h 40 à 13 h 10. - Date de dernière mise à jour : 23 juillet 2024. |                                                                                               |                                                                                               |                                                                                               |                                                                                               |                                                                                               |                                                                                               |                                                                                               |                                                                                               |
| 4340  | Dernière actualisation : — |                                                                                               |                                                                                               |                                                                                               |                                                                                               |                                                                                               |                                                                                               |                                                                                               |                                                                                               |
| 4341  | Milly-la-Forêt — Gare routière ⥋ Avon — Lycée Uruguay (le matin) / Avon — Gare SNCF (le soir) | Milly-la-Forêt — Gare routière ⥋ Avon — Lycée Uruguay (le matin) / Avon — Gare SNCF (le soir) | Milly-la-Forêt — Gare routière ⥋ Avon — Lycée Uruguay (le matin) / Avon — Gare SNCF (le soir) | Milly-la-Forêt — Gare routière ⥋ Avon — Lycée Uruguay (le matin) / Avon — Gare SNCF (le soir) | Milly-la-Forêt — Gare routière ⥋ Avon — Lycée Uruguay (le matin) / Avon — Gare SNCF (le soir) | Milly-la-Forêt — Gare routière ⥋ Avon — Lycée Uruguay (le matin) / Avon — Gare SNCF (le soir) | Milly-la-Forêt — Gare routière ⥋ Avon — Lycée Uruguay (le matin) / Avon — Gare SNCF (le soir) | Milly-la-Forêt — Gare routière ⥋ Avon — Lycée Uruguay (le matin) / Avon — Gare SNCF (le soir) | Milly-la-Forêt — Gare routière ⥋ Avon — Lycée Uruguay (le matin) / Avon — Gare SNCF (le soir) |
| 4341  | Ouverture / Fermeture — / — | Longueur —                                                                                    | Durée 15-45 min                                                                               | Nb. d’arrêts 16                                                                               | Matériel —                                                                                    | Jours de fonctionnement L, Ma, Me, J, V, S                                                    | Jour / Soir / Nuit / Fêtes O / N / N / N                                                      | Voy. / an —                                                                                   | Dépôt Milly-la-Forêt                                                                          |
| 4341  | Desserte : - Villes et lieux desservis :Oncy-sur-École, Noisy-sur-École, Milly-la-Forêt, Fontainebleau et Avon - Gare desservie : Fontainebleau - Avon |                                                                                               |                                                                                               |                                                                                               |                                                                                               |                                                                                               |                                                                                               |                                                                                               |                                                                                               |
| 4341  | Autre : - Zone traversée : 5 - Arrêts non accessibles aux UFR : — - Amplitudes horaires : La ligne fonctionne en période scolaire du lundi au vendredi de 7 h 35 à 8 h 20 puis de 16 h 20 à 18 h 5 / de 12 h 30 à 13 h 10 (le mercredi uniquement) et le samedi de 7 h 35 à 8 h 25 puis de 12 h 30 à 13 h 10. - Particularités : La ligne est prolongée à Noisy-sur-École de 17h20 à 18h du Lundi au Vendredi et jusqu'à Oncy-sur-École le Mercredi de 17h45 à 18h50 - Interdiction de trafic local : La ligne est soumise à une interdiction de trafic local de Faisanderie à Lycée Uruguay en direction d'Avon. - Date de dernière mise à jour : 23 juillet 2024. |                                                                                               |                                                                                               |                                                                                               |                                                                                               |                                                                                               |                                                                                               |                                                                                               |                                                                                               |
| 4341  | Dernière actualisation : — |                                                                                               |                                                                                               |                                                                                               |                                                                                               |                                                                                               |                                                                                               |                                                                                               |                                                                                               |
| 4342  | Boigneville — Église ⥋ Étampes — LEP Mandela | Boigneville — Église ⥋ Étampes — LEP Mandela                                                  | Boigneville — Église ⥋ Étampes — LEP Mandela                                                  | Boigneville — Église ⥋ Étampes — LEP Mandela                                                  | Boigneville — Église ⥋ Étampes — LEP Mandela                                                  | Boigneville — Église ⥋ Étampes — LEP Mandela                                                  | Boigneville — Église ⥋ Étampes — LEP Mandela                                                  | Boigneville — Église ⥋ Étampes — LEP Mandela                                                  | Boigneville — Église ⥋ Étampes — LEP Mandela                                                  |
| 4342  | Ouverture / Fermeture — / — | Longueur —                                                                                    | Durée 15-70 min                                                                               | Nb. d’arrêts 52                                                                               | Matériel —                                                                                    | Jours de fonctionnement L, Ma, Me, J, V, S                                                    | Jour / Soir / Nuit / Fêtes O / N / N / N                                                      | Voy. / an —                                                                                   | Dépôt Milly-la-Forêt                                                                          |
| 4342  | Desserte : - Villes et lieux desservis : Boigneville, Prunay-sur-Essonne, Gironville-sur-Essonne, Buno-Bonnevaux, Milly-la-Forêt, Maisse, Courdimanche-sur-Essonne, Valpuiseaux, Champmotteux, Mespuits, Brouy, Blandy, Roinvilliers, Bois-Herpin, Puiselet-le-Marais, La Forêt-Sainte-Croix, Marolles-en-Beauce, Boissy-la-Rivière, Ormoy-la-Rivière, Morigny-Champigny et Étampes - Gares desservies : Boigneville, Buno - Gironville, Maisse et Étampes |                                                                                               |                                                                                               |                                                                                               |                                                                                               |                                                                                               |                                                                                               |                                                                                               |                                                                                               |
| 4342  | Autre : - Zone traversée : 5 - Arrêts non accessibles aux UFR : — - Amplitudes horaires : La ligne fonctionne : - du lundi au vendredi en période scolaire de 7 h à 9 h 25 puis de 15 h 35 à 19 h 25 / de 11 h 35 à 19 h 25 (le mercredi uniquement) ; - le samedi en période scolaire de 7 h 15 à 9 h 25 puis de 11 h 35 à 13 h 40 ; - du lundi au vendredi en période de vacances scolaire de 7 h à 9 h 20 puis de 17 h 40 à 19 h 25; - le samedi en période de vacances scolaire de 8 h 25 à 9 h 20. - Interdiction de trafic local : La ligne est soumise à une interdiction de trafic local entre Étampes — Gare SNCF et LEP Mandela en direction d'Étampes. - Date de dernière mise à jour : 3 juillet 2024.                                                         |                                                                                               |                                                                                               |                                                                                               |                                                                                               |                                                                                               |                                                                                               |                                                                                               |                                                                                               |
| 4342  | Dernière actualisation : — |                                                                                               |                                                                                               |                                                                                               |                                                                                               |                                                                                               |                                                                                               |                                                                                               |                                                                                               |
| 4343  | Buno-Bonnevaux — Gare SNCF ⥋ Milly-la-Forêt — Gare routière | Buno-Bonnevaux — Gare SNCF ⥋ Milly-la-Forêt — Gare routière                                   | Buno-Bonnevaux — Gare SNCF ⥋ Milly-la-Forêt — Gare routière                                   | Buno-Bonnevaux — Gare SNCF ⥋ Milly-la-Forêt — Gare routière                                   | Buno-Bonnevaux — Gare SNCF ⥋ Milly-la-Forêt — Gare routière                                   | Buno-Bonnevaux — Gare SNCF ⥋ Milly-la-Forêt — Gare routière                                   | Buno-Bonnevaux — Gare SNCF ⥋ Milly-la-Forêt — Gare routière                                   | Buno-Bonnevaux — Gare SNCF ⥋ Milly-la-Forêt — Gare routière                                   | Buno-Bonnevaux — Gare SNCF ⥋ Milly-la-Forêt — Gare routière                                   |
| 4343  | Ouverture / Fermeture — / — | Longueur —                                                                                    | Durée 10-45 min                                                                               | Nb. d’arrêts 21                                                                               | Matériel —                                                                                    | Jours de fonctionnement L, Ma, Me, J, V, S                                                    | Jour / Soir / Nuit / Fêtes O / N / N / N                                                      | Voy. / an —                                                                                   | Dépôt Milly-la-Forêt                                                                          |
| 4343  | Desserte : - Villes et lieux desservis : Buno-Bonnevaux, Gironville-sur-Essonne, Prunay-sur-Essonne, Boigneville, Maisse, Courdimanche-sur-Essonne et Milly-la-Forêt - Gares desservies : Buno - Gironville, Boigneville et Maisse |                                                                                               |                                                                                               |                                                                                               |                                                                                               |                                                                                               |                                                                                               |                                                                                               |                                                                                               |
| 4343  | Autre : - Zone traversée : 5 - Arrêts non accessibles aux UFR : — - Amplitudes horaires : La ligne fonctionne : - le lundi et mardi en période scolaire de 7 h à 8 h 15 puis de 15 h 35 à 18 h 45; - le mercredi en période scolaire de 7 h à 13 h 50 ; - le jeudi en période scolaire de 7 h à 8 h 15 puis de 13 h 15 à 18 h 45 ; - le vendredi en période scolaire de 7 h à 8 h 15 puis de 14 h 35 à 18 h 45 ; - le samedi en période scolaire de 7 h à 7 h 30 puis de 13 h 10 à 13 h 50 ; - le mercredi en période de vacances scolaire de 9 h 30 à 11 h 35 ; - le jeudi en période de vacances scolaire de 13 h 15 à 17 h ; - le vendredi en période de vacances scolaire de 14 h 35 à 15 h 5. - Date de dernière mise à jour : 3 juillet 2024.                        |                                                                                               |                                                                                               |                                                                                               |                                                                                               |                                                                                               |                                                                                               |                                                                                               |                                                                                               |
| 4343  | Dernière actualisation : — |                                                                                               |                                                                                               |                                                                                               |                                                                                               |                                                                                               |                                                                                               |                                                                                               |                                                                                               |
| 4344  | Milly-la-Forêt — Gare routière ⥋ Étampes — LEP Mandela | Milly-la-Forêt — Gare routière ⥋ Étampes — LEP Mandela                                        | Milly-la-Forêt — Gare routière ⥋ Étampes — LEP Mandela                                        | Milly-la-Forêt — Gare routière ⥋ Étampes — LEP Mandela                                        | Milly-la-Forêt — Gare routière ⥋ Étampes — LEP Mandela                                        | Milly-la-Forêt — Gare routière ⥋ Étampes — LEP Mandela                                        | Milly-la-Forêt — Gare routière ⥋ Étampes — LEP Mandela                                        | Milly-la-Forêt — Gare routière ⥋ Étampes — LEP Mandela                                        | Milly-la-Forêt — Gare routière ⥋ Étampes — LEP Mandela                                        |
| 4344  | Ouverture / Fermeture — / — | Longueur —                                                                                    | Durée 30-75 min                                                                               | Nb. d’arrêts 31                                                                               | Matériel —                                                                                    | Jours de fonctionnement L, Ma, Me, J, V, S                                                    | Jour / Soir / Nuit / Fêtes O / N / N / N                                                      | Voy. / an —                                                                                   | Dépôt Milly-la-Forêt                                                                          |
| 4344  | Desserte : - Villes et lieux desservis : La Ferté-Alais, Guigneville-sur-Essonne, Boutigny-sur-Essonne, Milly-la-Forêt, Vayres-sur-Essonne, D'Huison-Longueville, Orveau, Bouville, Morigny-Champigny et Étampes - Gares desservies : La Ferté-Alais, Boutigny et Étampes |                                                                                               |                                                                                               |                                                                                               |                                                                                               |                                                                                               |                                                                                               |                                                                                               |                                                                                               |
| 4344  | Autre : - Zone traversée : 5 - Arrêts non accessibles aux UFR : — - Amplitudes horaires : La ligne fonctionne du lundi au samedi en période scolaire de 7 h 10 à 9 h 20 puis de 15 h 35 à 18 h 50 / de 11 h 40 à 13 h 45 (le mercredi et samedi uniquement). - Interdiction de trafic local : La ligne est soumise à une interdiction de trafic local de Marie Curie à LEP Mandela en direction d'Étampes. - Date de dernière mise à jour : 3 juillet 2024. |                                                                                               |                                                                                               |                                                                                               |                                                                                               |                                                                                               |                                                                                               |                                                                                               |                                                                                               |
| 4344  | Dernière actualisation : — |                                                                                               |                                                                                               |                                                                                               |                                                                                               |                                                                                               |                                                                                               |                                                                                               |                                                                                               |
| 4345  | Dannemois — Châteauvert ⥋ Cerny — Lycée A. Denis | Dannemois — Châteauvert ⥋ Cerny — Lycée A. Denis                                              | Dannemois — Châteauvert ⥋ Cerny — Lycée A. Denis                                              | Dannemois — Châteauvert ⥋ Cerny — Lycée A. Denis                                              | Dannemois — Châteauvert ⥋ Cerny — Lycée A. Denis                                              | Dannemois — Châteauvert ⥋ Cerny — Lycée A. Denis                                              | Dannemois — Châteauvert ⥋ Cerny — Lycée A. Denis                                              | Dannemois — Châteauvert ⥋ Cerny — Lycée A. Denis                                              | Dannemois — Châteauvert ⥋ Cerny — Lycée A. Denis                                              |
| 4345  | Ouverture / Fermeture — / — | Longueur —                                                                                    | Durée 52 min                                                                                  | Nb. d’arrêts 12                                                                               | Matériel —                                                                                    | Jours de fonctionnement L, Ma, Me, J, V                                                       | Jour / Soir / Nuit / Fêtes O / N / N / N                                                      | Voy. / an —                                                                                   | Dépôt Milly-la-Forêt                                                                          |
| 4345  | Desserte : - Villes et lieux desservis : Dannemois, Soisy-sur-École, Mondeville, Baulne et Cerny - Gare desservie : Aucune. |                                                                                               |                                                                                               |                                                                                               |                                                                                               |                                                                                               |                                                                                               |                                                                                               |                                                                                               |
| 4345  | Autre : - Zone traversée : 5 - Arrêts non accessibles aux UFR : — - Amplitudes horaires : La ligne fonctionne du lundi au samedi en période scolaire de 7 h 30 à 9 h 20 puis de 16 h 30 à 18 h 30 / de 12 h 35 à 13 h 30 (le mercredi et samedi uniquement). - Date de dernière mise à jour : 3 juillet 2024. |                                                                                               |                                                                                               |                                                                                               |                                                                                               |                                                                                               |                                                                                               |                                                                                               |                                                                                               |
| 4345  | Dernière actualisation : — |                                                                                               |                                                                                               |                                                                                               |                                                                                               |                                                                                               |                                                                                               |                                                                                               |                                                                                               |
| 4346  | Oncy-sur-École — Mairie ⥋ Évry — Gare routière | Oncy-sur-École — Mairie ⥋ Évry — Gare routière                                                | Oncy-sur-École — Mairie ⥋ Évry — Gare routière                                                | Oncy-sur-École — Mairie ⥋ Évry — Gare routière                                                | Oncy-sur-École — Mairie ⥋ Évry — Gare routière                                                | Oncy-sur-École — Mairie ⥋ Évry — Gare routière                                                | Oncy-sur-École — Mairie ⥋ Évry — Gare routière                                                | Oncy-sur-École — Mairie ⥋ Évry — Gare routière                                                | Oncy-sur-École — Mairie ⥋ Évry — Gare routière                                                |
| 4346  | Ouverture / Fermeture — / — | Longueur —                                                                                    | Durée 10-80 min                                                                               | Nb. d’arrêts 29                                                                               | Matériel —                                                                                    | Jours de fonctionnement L, Ma, Me, J, V, S                                                    | Jour / Soir / Nuit / Fêtes O / N / N / N                                                      | Voy. / an —                                                                                   | Dépôt Milly-la-Forêt                                                                          |
| 4346  | Desserte : - Villes et lieux desservis : Oncy-sur-École, Milly-la-Forêt, Moigny-sur-École, Courances, Dannemois, Soisy-sur-École, Chevannes, Mennecy, Champcueil, Nainville-les-Roches, Auvernaux, Corbeil-Essonnes et Évry-Courcouronnes - Gare desservie : Corbeil-Essonnes et Évry-Courcouronnes centre |                                                                                               |                                                                                               |                                                                                               |                                                                                               |                                                                                               |                                                                                               |                                                                                               |                                                                                               |
| 4346  | Autre : - Zone traversée : 5 - Arrêts non accessibles aux UFR : — - Amplitudes horaires : La ligne fonctionne : - le lundi, mardi, jeudi et vendredi en période scolaire de 6 h 40 à 9 h 25 puis de 13 h 10 à 19 h 15 ; - le mercredi en période scolaire de 6 h 40 à 9 h 25 puis de 12 h 35 à 14 h 40 ; - le samedi en période scolaire de 6 h 55 à 9 h 25 puis de 12 h 35 à 13 h 40 ; - du lundi au vendredi en période de vacances scolaire de 7 h 45 à 9 h puis de 16 h à 17 h 15 ; - le jeudi en période de vacances scolaire de 7 h 45 à 9 h puis de 13 h 45 à 17 h 35. - du lundi au vendredi en période de vacances scolaires à raison d'un aller le matin vers Oncy et d'un retour en début de soirée vers Évry. - Date de dernière mise à jour : 3 juillet 2024. |                                                                                               |                                                                                               |                                                                                               |                                                                                               |                                                                                               |                                                                                               |                                                                                               |                                                                                               |
| 4346  | Dernière actualisation : — |                                                                                               |                                                                                               |                                                                                               |                                                                                               |                                                                                               |                                                                                               |                                                                                               |                                                                                               |
| 4347  | Moigny-sur-École — Lavoir ⥋ Cerny — Lycée A. Denis | Moigny-sur-École — Lavoir ⥋ Cerny — Lycée A. Denis                                            | Moigny-sur-École — Lavoir ⥋ Cerny — Lycée A. Denis                                            | Moigny-sur-École — Lavoir ⥋ Cerny — Lycée A. Denis                                            | Moigny-sur-École — Lavoir ⥋ Cerny — Lycée A. Denis                                            | Moigny-sur-École — Lavoir ⥋ Cerny — Lycée A. Denis                                            | Moigny-sur-École — Lavoir ⥋ Cerny — Lycée A. Denis                                            | Moigny-sur-École — Lavoir ⥋ Cerny — Lycée A. Denis                                            | Moigny-sur-École — Lavoir ⥋ Cerny — Lycée A. Denis                                            |
| 4347  | Ouverture / Fermeture 10 juillet 2023 / — | Longueur —                                                                                    | Durée 45 min                                                                                  | Nb. d’arrêts 15                                                                               | Matériel —                                                                                    | Jours de fonctionnement L, Ma, Me, J, V                                                       | Jour / Soir / Nuit / Fêtes O / N / N / N                                                      | Voy. / an —                                                                                   | Dépôt Milly-la-Forêt                                                                          |
| 4347  | Desserte : - Villes et lieux desservis : Moigny-sur-École, Videlles, Boutigny-sur-Essonne, Guigneville-sur-Essonne, Dannemois, La Ferté-Alais et Cerny - Gare desservie : Aucune. |                                                                                               |                                                                                               |                                                                                               |                                                                                               |                                                                                               |                                                                                               |                                                                                               |                                                                                               |
| 4347  | Autre : - Zone traversée : 5 - Arrêts non accessibles aux UFR : — - Amplitudes horaires : La ligne fonctionne du lundi au samedi en période scolaire de 7 h 30 à 9 h 15 puis de 16 h 35 à 18 h 25 / de 12 h 40 à 13 h 25 (le mercredi et samedi uniquement). - Date de dernière mise à jour : 3 juillet 2024. |                                                                                               |                                                                                               |                                                                                               |                                                                                               |                                                                                               |                                                                                               |                                                                                               |                                                                                               |
| 4347  | Dernière actualisation : — |                                                                                               |                                                                                               |                                                                                               |                                                                                               |                                                                                               |                                                                                               |                                                                                               |                                                                                               |
| 4348  | Boutigny-sur-Essonne — Pressoir ⥋ Cerny — Lycée A. Denis | Boutigny-sur-Essonne — Pressoir ⥋ Cerny — Lycée A. Denis                                      | Boutigny-sur-Essonne — Pressoir ⥋ Cerny — Lycée A. Denis                                      | Boutigny-sur-Essonne — Pressoir ⥋ Cerny — Lycée A. Denis                                      | Boutigny-sur-Essonne — Pressoir ⥋ Cerny — Lycée A. Denis                                      | Boutigny-sur-Essonne — Pressoir ⥋ Cerny — Lycée A. Denis                                      | Boutigny-sur-Essonne — Pressoir ⥋ Cerny — Lycée A. Denis                                      | Boutigny-sur-Essonne — Pressoir ⥋ Cerny — Lycée A. Denis                                      | Boutigny-sur-Essonne — Pressoir ⥋ Cerny — Lycée A. Denis                                      |
| 4348  | Ouverture / Fermeture 10 juillet 2023 / — | Longueur —                                                                                    | Durée 55 min                                                                                  | Nb. d’arrêts 14                                                                               | Matériel —                                                                                    | Jours de fonctionnement L, Ma, Me, J, V                                                       | Jour / Soir / Nuit / Fêtes O / N / N / N                                                      | Voy. / an —                                                                                   | Dépôt Milly-la-Forêt                                                                          |
| 4348  | Desserte : - Villes et lieux desservis : Boutigny-sur-Essonne, Vayres-sur-Essonne, D'Huison-Longueville, Orveau et Cerny - Gare desservie : Boutigny. |                                                                                               |                                                                                               |                                                                                               |                                                                                               |                                                                                               |                                                                                               |                                                                                               |                                                                                               |
| 4348  | Autre : - Zone traversée : 5 - Arrêts non accessibles aux UFR : — - Amplitudes horaires : La ligne fonctionne du lundi au samedi en période scolaire de 7 h 25 à 9 h 20 puis de 16 h 30 à 18 h 20 / de 12 h 35 à 13 h 20 (le mercredi et samedi uniquement). - Date de dernière mise à jour : 3 juillet 2024. |                                                                                               |                                                                                               |                                                                                               |                                                                                               |                                                                                               |                                                                                               |                                                                                               |                                                                                               |
| 4348  | Dernière actualisation : — |                                                                                               |                                                                                               |                                                                                               |                                                                                               |                                                                                               |                                                                                               |                                                                                               |                                                                                               |
| 4349  | Oncy-sur-École — Mairie ⥋ Cerny — Lycée A. Denis | Oncy-sur-École — Mairie ⥋ Cerny — Lycée A. Denis                                              | Oncy-sur-École — Mairie ⥋ Cerny — Lycée A. Denis                                              | Oncy-sur-École — Mairie ⥋ Cerny — Lycée A. Denis                                              | Oncy-sur-École — Mairie ⥋ Cerny — Lycée A. Denis                                              | Oncy-sur-École — Mairie ⥋ Cerny — Lycée A. Denis                                              | Oncy-sur-École — Mairie ⥋ Cerny — Lycée A. Denis                                              | Oncy-sur-École — Mairie ⥋ Cerny — Lycée A. Denis                                              | Oncy-sur-École — Mairie ⥋ Cerny — Lycée A. Denis                                              |
| 4349  | Ouverture / Fermeture 10 juillet 2023 / — | Longueur —                                                                                    | Durée 50 min                                                                                  | Nb. d’arrêts 12                                                                               | Matériel —                                                                                    | Jours de fonctionnement L, Ma, Me, J, V                                                       | Jour / Soir / Nuit / Fêtes O / N / N / N                                                      | Voy. / an —                                                                                   | Dépôt Milly-la-Forêt                                                                          |
| 4349  | Desserte : - Villes et lieux desservis : Oncy-sur-École, Milly-la-Forêt, Courances, Dannemois, Videlles et Cerny - Gare desservie : Aucune. |                                                                                               |                                                                                               |                                                                                               |                                                                                               |                                                                                               |                                                                                               |                                                                                               |                                                                                               |
| 4349  | Autre : - Zone traversée : 5 - Arrêts non accessibles aux UFR : — - Amplitudes horaires : La ligne fonctionne du lundi au samedi en période scolaire de 7 h 30 à 9 h 20 puis de 16 h 30 à 18 h 25 / de 12 h 35 à 13 h 25 (le mercredi et samedi uniquement). - Date de dernière mise à jour : 3 juillet 2024. |                                                                                               |                                                                                               |                                                                                               |                                                                                               |                                                                                               |                                                                                               |                                                                                               |                                                                                               |
| 4349  | Dernière actualisation : — |                                                                                               |                                                                                               |                                                                                               |                                                                                               |                                                                                               |                                                                                               |                                                                                               |                                                                                               |

### Lignes de soirée
| Ligne  | Caractéristiques | Caractéristiques | Caractéristiques | Caractéristiques | Caractéristiques | Caractéristiques | Caractéristiques | Caractéristiques | Caractéristiques |
| Soirée | Soirée Bouray | Soirée Bouray | Soirée Bouray | Soirée Bouray | Soirée Bouray | Soirée Bouray | Soirée Bouray | Soirée Bouray | Soirée Bouray |
| Soirée | Gare de Bouray ⥋ Desserte de Vert-le-Grand, Vert-le-Petit, Leudeville, Saint-Vrain, Itteville, Cerny, Baulne, D’Huison-Longueville, La Ferté Alais, Guigneville-sur-Essonne, Vayres-sur-Essonne, Orveau, Lardy, Bouray-sur-Juine et Janville-sur-Juine en soirée | Gare de Bouray ⥋ Desserte de Vert-le-Grand, Vert-le-Petit, Leudeville, Saint-Vrain, Itteville, Cerny, Baulne, D’Huison-Longueville, La Ferté Alais, Guigneville-sur-Essonne, Vayres-sur-Essonne, Orveau, Lardy, Bouray-sur-Juine et Janville-sur-Juine en soirée | Gare de Bouray ⥋ Desserte de Vert-le-Grand, Vert-le-Petit, Leudeville, Saint-Vrain, Itteville, Cerny, Baulne, D’Huison-Longueville, La Ferté Alais, Guigneville-sur-Essonne, Vayres-sur-Essonne, Orveau, Lardy, Bouray-sur-Juine et Janville-sur-Juine en soirée | Gare de Bouray ⥋ Desserte de Vert-le-Grand, Vert-le-Petit, Leudeville, Saint-Vrain, Itteville, Cerny, Baulne, D’Huison-Longueville, La Ferté Alais, Guigneville-sur-Essonne, Vayres-sur-Essonne, Orveau, Lardy, Bouray-sur-Juine et Janville-sur-Juine en soirée | Gare de Bouray ⥋ Desserte de Vert-le-Grand, Vert-le-Petit, Leudeville, Saint-Vrain, Itteville, Cerny, Baulne, D’Huison-Longueville, La Ferté Alais, Guigneville-sur-Essonne, Vayres-sur-Essonne, Orveau, Lardy, Bouray-sur-Juine et Janville-sur-Juine en soirée | Gare de Bouray ⥋ Desserte de Vert-le-Grand, Vert-le-Petit, Leudeville, Saint-Vrain, Itteville, Cerny, Baulne, D’Huison-Longueville, La Ferté Alais, Guigneville-sur-Essonne, Vayres-sur-Essonne, Orveau, Lardy, Bouray-sur-Juine et Janville-sur-Juine en soirée | Gare de Bouray ⥋ Desserte de Vert-le-Grand, Vert-le-Petit, Leudeville, Saint-Vrain, Itteville, Cerny, Baulne, D’Huison-Longueville, La Ferté Alais, Guigneville-sur-Essonne, Vayres-sur-Essonne, Orveau, Lardy, Bouray-sur-Juine et Janville-sur-Juine en soirée | Gare de Bouray ⥋ Desserte de Vert-le-Grand, Vert-le-Petit, Leudeville, Saint-Vrain, Itteville, Cerny, Baulne, D’Huison-Longueville, La Ferté Alais, Guigneville-sur-Essonne, Vayres-sur-Essonne, Orveau, Lardy, Bouray-sur-Juine et Janville-sur-Juine en soirée | Gare de Bouray ⥋ Desserte de Vert-le-Grand, Vert-le-Petit, Leudeville, Saint-Vrain, Itteville, Cerny, Baulne, D’Huison-Longueville, La Ferté Alais, Guigneville-sur-Essonne, Vayres-sur-Essonne, Orveau, Lardy, Bouray-sur-Juine et Janville-sur-Juine en soirée |
| ------ | --- | --- | --- | --- | --- | --- | --- | --- | --- |
| Soirée | Ouverture / Fermeture 1er août 2022 / — | Longueur — | Durée — | Nb. d’arrêts 27 | Matériel — | Jours de fonctionnement L, Ma, Me, J, V, S | Jour / Soir / Nuit / Fêtes N / O / N / N | Voy. / an — | Dépôt Boissy-le-Cutté |
| Soirée | Desserte : - Ville et lieux desservis : Vert-le-Grand, Vert-le-Petit, Leudeville, Saint-Vrain, Itteville, Cerny, Baulne, D'Huison-Longueville, La Ferté-Alais, Guigneville-sur-Essonne, Vayres-sur-Essonne, Orveau, Lardy, Bouray-sur-Juine et Janville-sur-Juine - Gare de départ : Bouray - Gares desservies : Lardy et La Ferté-Alais                                                                   | | | | | | | | |
| Soirée | Autre : - Zones traversées : 5 - Arrêts non accessibles aux UFR : — - Amplitudes horaires : La ligne fonctionne du lundi au samedi soir à raison de quatre départs entre 20 h 20 et 23 h 20. - Substitution nocturne : Ce service remplace les lignes 4301, 4305, 4306/4316 et 10-01 et dépose les voyageurs aux arrêts demandés, sans itinéraire fixe. - Date de dernière mise à jour : 4 septembre 2024. | | | | | | | | |
| Soirée | Dernière actualisation : — | | | | | | | | |
| Soirée | Soirée Mennecy | Soirée Mennecy | Soirée Mennecy | Soirée Mennecy | Soirée Mennecy | Soirée Mennecy | Soirée Mennecy | Soirée Mennecy | Soirée Mennecy |
| Soirée | Gare de Mennecy ⥋ Desserte de Mennecy, Ormoy, Écharcon, Fontenay-le-Vicomte, Ballancourt-sur-Essonne, Champcueil, Chevannes, Auvernaux et Nainville-les-Roches en soirée | | | | | | | | |
| Soirée | Ouverture / Fermeture 10 décembre 2018 / — | Longueur — | Durée — | Nb. d’arrêts 27 | Matériel — | Jours de fonctionnement L, Ma, Me, J, V, S | Jour / Soir / Nuit / Fêtes N / O / N / N | Voy. / an — | Dépôt Ormoy |
| Soirée | Desserte : - Ville et lieux desservis : Mennecy, Ormoy, Écharcon, Fontenay-le-Vicomte, Ballancourt-sur-Essonne, Champcueil, Chevannes, Auvernaux et Nainville-les-Roches - Gare de départ : Mennecy - Gare desservie : Ballancourt | | | | | | | | |
| Soirée | Autre : - Zones traversées : 5 - Arrêts non accessibles aux UFR : — - Amplitudes horaires : La ligne fonctionne du lundi au samedi soir à raison de trois départs entre 21 h 30 et 23 h 25. - Substitution nocturne : Ce service remplace les lignes 4303, 4307, 4308/4318 et 4309 et dépose les voyageurs aux arrêts demandés, sans itinéraire fixe. - Date de dernière mise à jour : 4 septembre 2024.   | | | | | | | | |
| Soirée | Dernière actualisation : — | | | | | | | | |

### Transport à la demande
Le réseau de bus est complété par un service de transport à la demande, le « TàD Milly-la-Forêt ».

## Gestion et exploitation

### Parc de véhicules

#### Dépôts
Les véhicules sont remisés sur la commune d'Ormoy et de Boissy-le-Cutté. Les dépôts ont pour mission de stocker les différents véhicules, mais également d'assurer leur entretien préventif et curatif. L'entretien curatif ou correctif a lieu quand une panne ou un dysfonctionnement est signalé par un machiniste.

#### Détails du parc
Le réseau de bus de Essonne Sud Est dispose d'un parc d'autobus standards, articulés, midibus, minibus et autocars interurbains :

##### Bus standards
| Constructeur  | Modèle          | Nombre     | Numéros parc                 | Période de mise en service | Affectation                                                           | Observation |
| ------------- | --------------- | ---------- | ---------------------------- | -------------------------- | --------------------------------------------------------------------- | ----------- |
| Heuliez Bus   | GX 327          | au moins 1 | 221168-221170                | 09/2011 à 06/2013          | 4307 4308 4309 4318 4327 4328 4329 4330 4332 4334 4340 Soirée Mennecy |             |
| Heuliez Bus   | GX 337          | 1          | 221175                       | 12/2014                    | 4307 4308 4309 4318 4327 4328 4329 4330 4332 4334 4340 Soirée Mennecy |             |
| Mercedes-Benz | Citaro C2       | 10         | 221173-221174, 221176-221183 | 05/2014 à 05/2019          | 4307 4308 4309 4318 4327 4328 4329 4330 4332 4334 4340 Soirée Mennecy |             |
| Mercedes-Benz | Citaro Facelift | 2          | 221171-221172                | 10/2013                    | 4307 4308 4309 4318 4327 4328 4329 4330 4332 4334 4340 Soirée Mennecy |             |

##### Bus articulés
| Constructeur  | Modèle      | Nombre     | Numéros parc  | Période de mise en service | Affectation                   | Observation |
| ------------- | ----------- | ---------- | ------------- | -------------------------- | ----------------------------- | ----------- |
| Mercedes-Benz | Citaro G C2 | au moins 3 | 222020-222023 | 09/2014 à 10/2018          | 4308 4309 4318 4328 4327 4340 |             |

##### Midibus
| Constructeur | Modèle   | Nombre | Numéros parc                                 | Période de mise en service | Affectation                            | Observation |
| ------------ | -------- | ------ | -------------------------------------------- | -------------------------- | -------------------------------------- | ----------- |
| Heuliez Bus  | GX 127   | 5      | 223021-223025                                | 08/2010 à 02/2014          | 4301 4303 4305 4306 4316 Soirée Bouray |             |
| Heuliez Bus  | GX 137   | 10     | 213008-213009, 213020, 223026-223031, 223039 | 04/2015 à 12/2021          | 4301 4303 4305 4306 4316 Soirée Bouray |             |
| Heuliez Bus  | GX 137 L | 7      | 223032-223038                                | 12/2018 à 04/2019          | 4301 4303 4305 4306 4316 Soirée Bouray |             |

##### Minibus
| Constructeur | Modèle   | Nombre     | Numéros parc | Période de mise en service | Affectation                                                              | Observation |
| ------------ | -------- | ---------- | ------------ | -------------------------- | ------------------------------------------------------------------------ | ----------- |
| Peugeot      | Boxer II | au moins 2 | Inconnu      | 10/2012                    | Milly-la-Forêt (rarement : 4341 4342 4343 4344 4345 4346 4347 4348 4349) |             |

##### Autocars
| Constructeur  | Modèle                 | Nombre      | Numéros parc               | Période de mise en service | Affectation                                       | Observation |
| ------------- | ---------------------- | ----------- | -------------------------- | -------------------------- | ------------------------------------------------- | ----------- |
| Irisbus       | Crossway LE Line       | 1           | 227150                     | 12/2013                    | 4307 4308 4309 4328 4330 4331 4332 4334 4340      |             |
| Irisbus       | Récréo II              | au moins 2  | 227148-227149              | 06/2013                    | 4301 4305 4306 4316 4321 4322 4323 4324 4325 4326 |             |
| Iveco Bus     | Crossway High Value    | au moins 1  | 227160                     | 11/2019                    | 4301 4305 4306 4316 4321 4322 4323 4324 4325 4326 |             |
| Iveco Bus     | Crossway LE Line       | au moins 1  | 227152                     | 08/2016                    | 4307 4308 4309 4328 4330 4331 4332 4334 4340      |             |
| MAN           | Lion's Intercity C R62 | au moins 36 | 227167-227197, Inconnus(8) | 11/2018 à 05/2024          | 4341 4342 4343 4344 4345 4346 4347 4348 4349      |             |
| Mercedes-Benz | Intouro II             | 2           | 227163-227164              | 02/2020 à 05/2020          | 4307 4308 4309 4328 4330 4331 4332 4334 4340      |             |
| Mercedes-Benz | Intouro II L           | 2           | 227165-227166              | 05/2020                    | 4307 4308 4309 4328 4330 4331 4332 4334 4340      |             |
| Mercedes-Benz | Intouro II M           | 2           | 217066, 217068             | 10/2019 à 11/2019          | 4307 4308 4309 4328 4330 4331 4332 4334 4340      |             |
| Setra         | S 415 ÜL               | 1           | 227201                     | 08/2011                    | 4307 4308 4309 4328 4330 4331 4332 4334 4340      |             |

### Tarification et fonctionnement
La tarification des lignes d'autobus d'Île-de-France est unifiée et accessible avec les mêmes abonnements. Un ticket « bus-tram », qui remplace le ticket t+ au 1er janvier 2025, permet un trajet simple quelle que soit la distance, avec une ou plusieurs correspondances possibles avec les autres lignes de bus et de tramway pendant une durée maximale de 1 h 30 entre la première et dernière validation. En revanche, un ticket validé dans un bus ne permet pas d'emprunter le métro, ni le Transilien et le RER. Les lignes Orlybus et Roissybus, assurant de façon directe les dessertes aéroportuaires via autoroute, disposent d'une tarification spécifique mais sont accessibles avec les abonnements habituels.
Les tarifs des billets et abonnements dont le montant est limité par décision politique ne couvrent pas les frais réels de transport. Le manque à gagner est compensé par l'autorité organisatrice, Île-de-France Mobilités, présidée depuis 2005 par le président du conseil régional d'Île-de-France et composé d'élus locaux. Elle définit les conditions générales d'exploitation ainsi que la durée et la fréquence des services. L'équilibre financier du fonctionnement est assuré par une dotation globale annuelle aux transporteurs de la région grâce au versement mobilité payé par les entreprises et aux contributions des collectivités publiques.

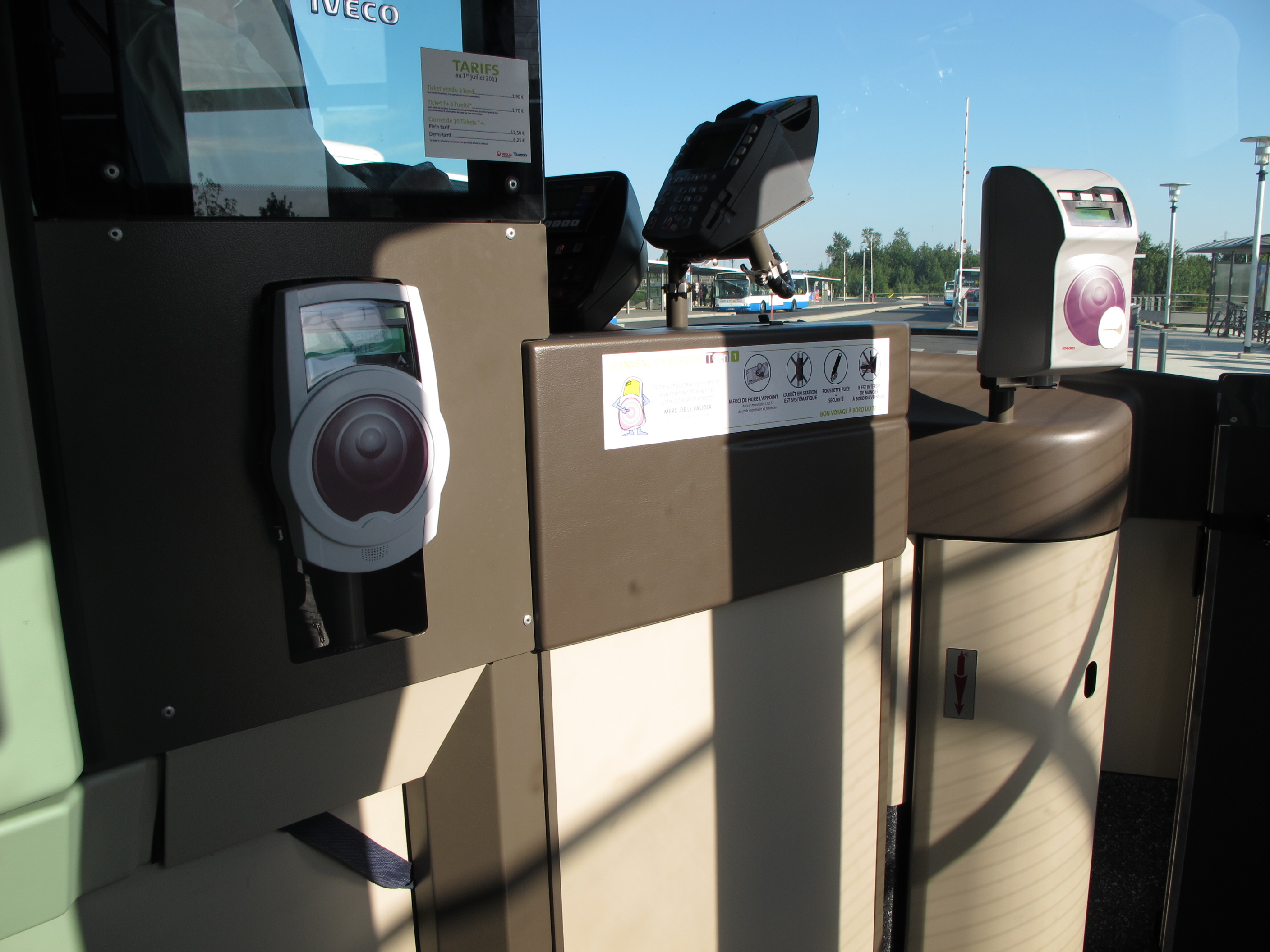
Validateurs pour passes Navigo (à gauche) et pour tickets carton (à droite) présents dans les bus et tramway.

L’achat de ticket par SMS est possible depuis 2018, en envoyant ESSONNESE au 93100 (coût de 2,50€ depuis le 01/01/2023 prélevé sur les factures de téléphone). Ce ticket SMS est valable 1h sans correspondance.